# Cantonul Murviel-lès-Béziers
Cantonul Murviel-lès-Béziers este un canton din arondismentul Béziers, departamentul Hérault, regiunea Languedoc-Roussillon, Franța.

## Comune
- Autignac
- Cabrerolles
- Causses-et-Veyran
- Caussiniojouls
- Laurens
- Murviel-lès-Béziers (reședință)
- Pailhès
- Puimisson
- Saint-Geniès-de-Fontedit
- Saint-Nazaire-de-Ladarez
- Thézan-lès-Béziers